# Somomoro Dukuh
Somomoro Dukuh is een bestuurslaag in het regentschap Sragen van de provincie Midden-Java, Indonesië. Somomoro Dukuh telt 2486 inwoners (volkstelling 2010).